# Facebook Watch
Facebook Watch là dịch vụ video theo yêu cầu do Facebook, Inc. điều hành. Nó được công bố vào ngày 9 tháng 8 năm 2017, với tính khả dụng ban đầu vào ngày hôm sau và triển khai cho tất cả người dùng ở Hoa Kỳ vào cuối tháng đó. Nội dung video gốc của Facebook Watch được tạo ra các đối tác, những người kiếm được 55% doanh thu quảng cáo (Facebook lấy 45%).
Facebook Watch cung cấp các đề xuất được cá nhân hóa cho các video để xem, cũng như các gói nội dung được phân loại tùy thuộc vào các yếu tố như mức độ phổ biến và sự tham gia của phương tiện truyền thông xã hội. Facebook muốn cả giải trí ngắn hạn và dài hạn trên nền tảng của mình và có tổng ngân sách 1 tỷ đô la được báo cáo cho nội dung cho đến năm 2018. Facebook kiếm tiền từ video thông qua các quảng cáo giữa chừng và kế hoạch thử nghiệm quảng cáo đầu năm 2018. Vào ngày 30 tháng 8 năm 2018, Facebook Watch đã có sẵn trên toàn thế giới cho tất cả người dùng của mạng xã hội trên toàn thế giới.
Tính đến tháng 6 năm 2019, Facebook đã báo cáo rằng 140 triệu người mỗi ngày đã dành ít nhất một phút trong Watch và 720 triệu người xem mỗi tháng.